# Rifle Springfield

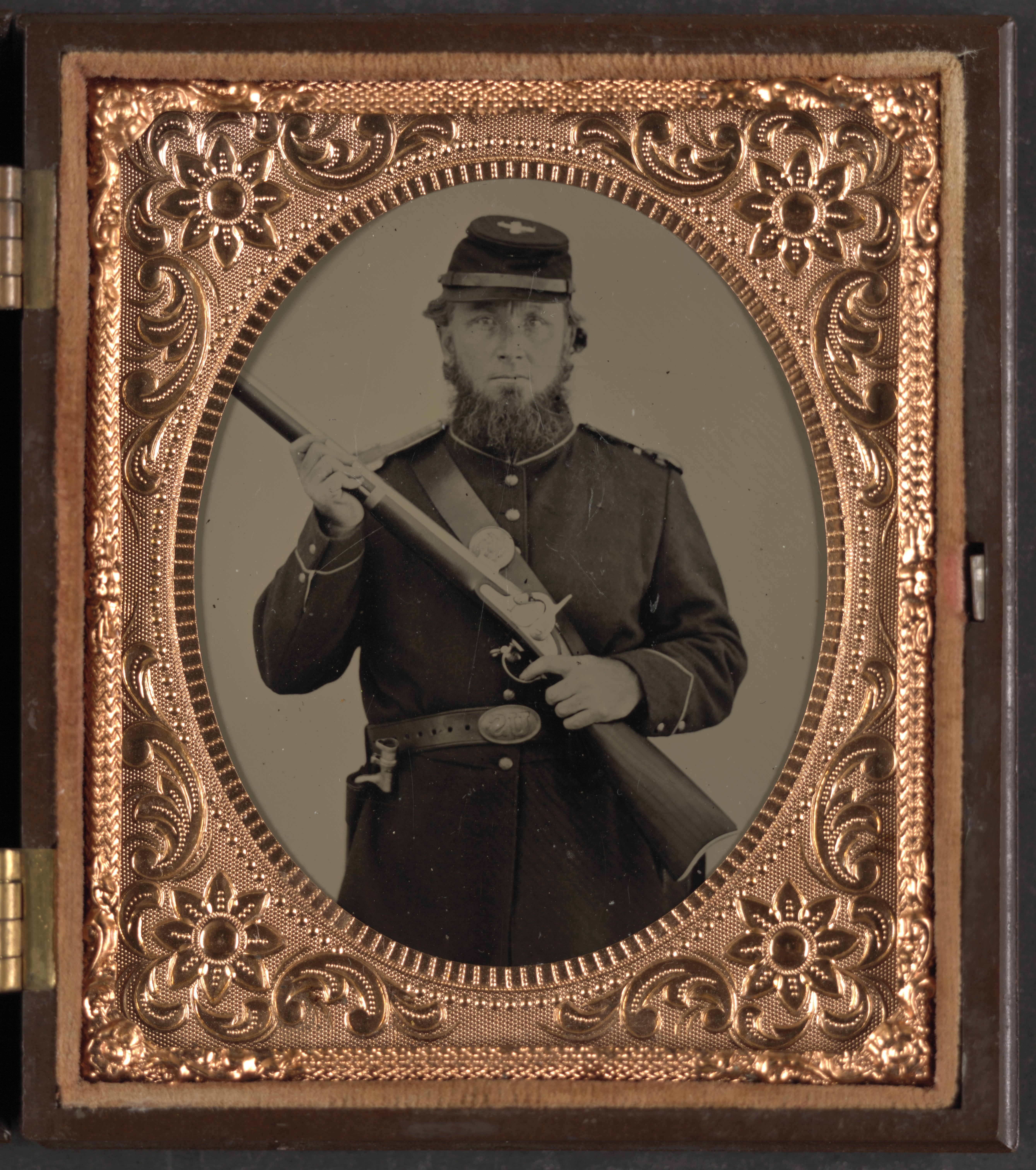
Soldado do Exército da União com seu rifle Springfield Model 1855.

Rifle Springfield é um termo abrangente que descreve uma série de armas de fogo, produzidas pelo Arsenal Springfield, para as Forças Armadas dos Estados Unidos.
No uso moderno, o termo "rifle Springfield" geralmente se refere ao Springfield Model 1903 devido ao seu uso nas duas guerras mundiais.
Alguns exemplares do mosquete de cano de alma lisa Springfield Model 1842, que foram posteriormente estriados e usados durante a Guerra Civil Americana, além de alguns protótipos, também podem, eventualmente, ser chamados de "rifle Springfield".

## Mosquetes estriados

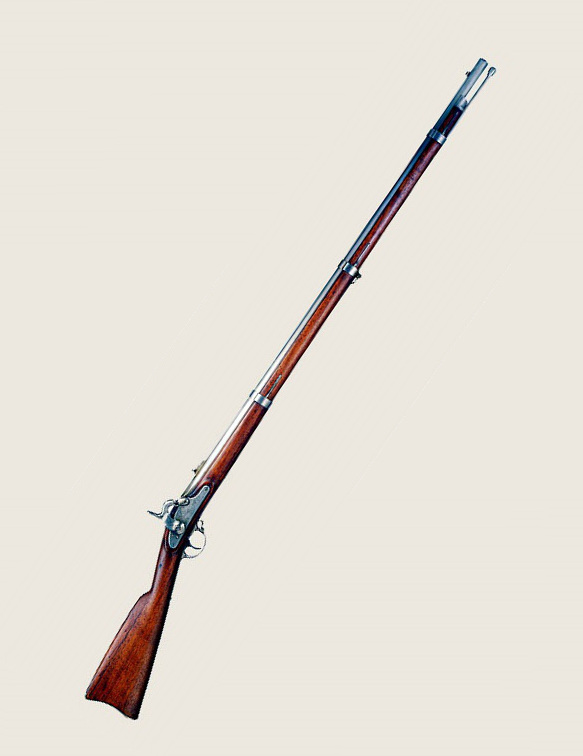
Um Springfield Model 1861.

- Springfield Model 1855 – Rifled musket
- Springfield Model 1861 – Rifled musket
- Springfield Model 1863 – Rifled musket

## Rifles de tiro único
- Springfield Model 1865 – Breechloading rifle "First Allin"
- Springfield Model 1866 – Breechloading rifle "Second Allin"
- Springfield Model 1868 – "Trapdoor Springfield"
- Springfield Model 1869 – "Trapdoor Springfield"
- Springfield Model 1870 – "Trapdoor Springfield"
- Springfield Model 1870 Remington-Navy – Rolling Block
- Springfield Model 1871 – Remington Army Rolling Block
- Springfield Model 1873 – "Trapdoor Springfield"
- Springfield Model 1875 – Officer's rifle
- Springfield Model 1877 – Carbine
- Springfield Model 1880 – Triangular-rod bayonet rifle
- Springfield Model 1882 – Short rifle
- Springfield Model 1884 – Rifle
- Springfield Model 1886 – Carbine
- Springfield Model 1888 – Round-rod bayonet rifle

## Rifles de repetição

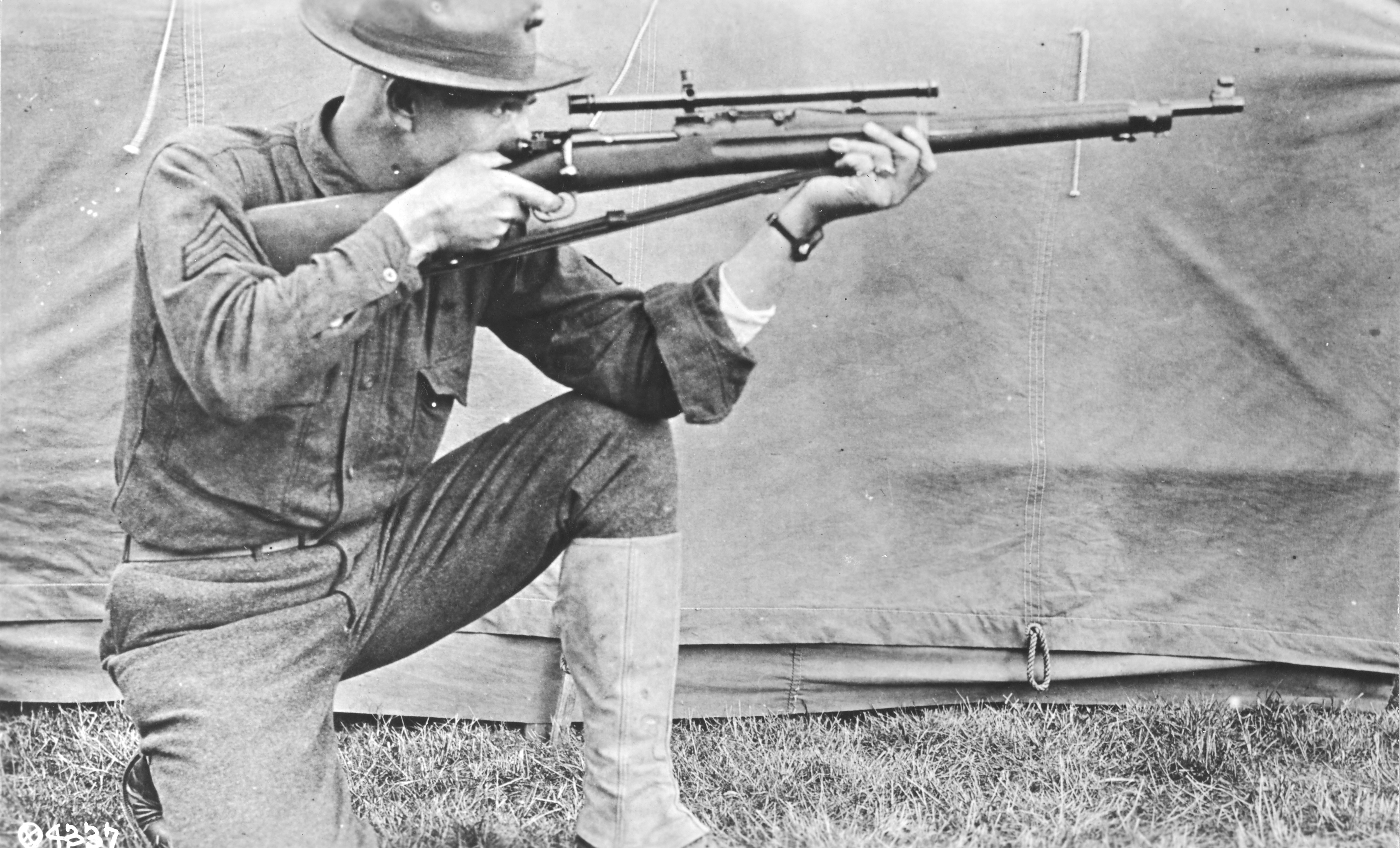
Um Springfield Model 1903 com mira telescópica em uso na Primeira Guerra Mundial.

- Springfield Model 1892–99 – Krag-Jørgensen rifle
- Springfield Model 1903 – The standard US military rifle of the World War I and interwar era
- Springfield Model 1922 – Training rifle in .22 caliber

## Rifles semiautomáticos
- M1 Garand
- M14 rifle